# 6616 Plotinos
6616 Plotinos este o planetă minoră (asteroid), cu un diametru de 4,054 km, din centura de asteroizi. A fost descoperită pe 25 martie 1971 la Observatorul Palomar de Cornelis Johannes van Houten și a fost numită după Plotin. 
Obiectul prezintă o orbită caracterizată de o semiaxă mare de 2,4155835 UAi, o excentricitate de 0,12, o înclinație de 6,09616 ° în raport cu ecliptica.